# Anastasivka, Novîi Buh
Anastasivka (în ucraineană Анастасівка) este un sat în comuna Novomîhailivka din raionul Novîi Buh, regiunea Mîkolaiiv, Ucraina.

## Demografie
Componența lingvistică a localității Anastasivka
     Ucraineană (95,88%)
     Rusă (2,58%)
     Belarusă (1,03%)
     Alte limbi (0,52%)
Conform recensământului din 2001, majoritatea populației localității Anastasivka era vorbitoare de ucraineană (95,88%), existând în minoritate și vorbitori de rusă (2,58%) și belarusă (1,03%).